# Flyr
Flyr AS è stata una compagnia aerea norvegese a basso costo. Con sede a Oslo e base operativa all'aeroporto di Oslo-Gardermoen, operava voli in Norvegia e tra la Norvegia e alcune destinazioni turistiche europee.

## Storia

### Fondazione
Flyr è stata fondata da Erik G. Braathen nel 2020, l'ex CEO dell'ormai defunta compagnia Braathens. Nel giugno 2021, Flyr ha ricevuto il certificato di operatore aereo dalla CAA norvegese. Il 4 giugno 2021 ha ricevuto il suo primo aeromobile (registrazione LN-FGA), un Boeing 737-800 in precedenza utilizzato per otto anni dalla compagnia aerea turca Pegasus Airlines. Il primo volo da Oslo a Tromsø è stato operato il 30 giugno dello stesso anno.
Il 12 ottobre 2021, Flyr ha annunciato che avrebbe preso in leasing sei nuovi Boeing 737 MAX 8 da Air Lease Corporation. La consegna degli aeromobili è prevista nella prima metà del 2022, con un'opzione per altri quattro aeromobili.

### Difficoltà finanziarie
Nell'ottobre 2022, Flyr ha annunciato l'intenzione di dimezzare il suo prossimo programma invernale nel tentativo di risparmiare quasi 40 milioni di euro a causa della domanda significativamente ridotta.
Il 30 gennaio 2023, Flyr ha annunciato il fallimento del suo piano finanziario alternativo. Il consiglio di amministrazione era alla ricerca di un nuovo modo alternativo per finanziare la compagnia aerea.
Il 31 gennaio 2023, Flyr ha annunciato che la compagnia aerea non è riuscita a trovare un finanziamento. Il consiglio di amministrazione ha preso istanza di fallimento il 1º febbraio 2023.

## Flotta
Al momento della sua chiusura, la flotta di Flyr era così composta: